# 道益酸
道益酸（或译为道益氏酸）是一种人工合成的非甾体口服雌激素，分子式C18H24O3，从未上市销售，名字来源于发现雌激素的先驱愛德華·阿德爾伯特·多伊西的姓氏。